# العلاقات الكينية اللاتفية
العلاقات الكينية اللاتفية هي العلاقات الثنائية التي تجمع بين كينيا ولاتفيا.

## مقارنة بين البلدين
هذه مقارنة عامة ومرجعية للدولتين:
| وجه المقارنة                                              | كينيا                         | لاتفيا                                             |
| --------------------------------------------------------- | ----------------------------- | -------------------------------------------------- |
| المساحة (كم2)                                             | 581.31 ألف                    | 64.59 ألف                                          |
| عدد السكان (نسمة)                                         | 48.47 مليون                   | 1.93 مليون                                         |
| الكثافة السكانية (ن./كم²)                                 | 83.38                         | 29.88                                              |
| العاصمة                                                   | نيروبي                        | ريغا                                               |
| اللغة الرسمية                                             | اللغة السواحلية، لغة إنجليزية | اللغة اللاتفية                                     |
| العملة                                                    | شيلينغ كيني                   | يورو، لاتس لاتفي، الروبل اللاتفي ‏، الروبل اللاتفي ‏ |
| الناتج المحلي الإجمالي (بليون دولار)                      | 74.94 مليار                   | 30.26 مليار                                        |
| الناتج المحلي الإجمالي (تعادل القوة الشرائية) بليون دولار | 142.24 مليار                  | 49.24 مليار                                        |
| الناتج المحلي الإجمالي الاسمي للفرد دولار أمريكي          | 1.38 ألف                      | 14.06 ألف                                          |
| الناتج المحلي الإجمالي للفرد دولار أمريكي                 | 2.95 ألف                      | 23.55 ألف                                          |
| مؤشر التنمية البشرية                                      | 0.548                         | 0.819                                              |
| رمز المكالمات الدولي                                      | +254                          | +371                                               |
| رمز الإنترنت                                              | .ke                           | .lv                                                |
| المنطقة الزمنية                                           | ت ع م+03:00                   | ت ع م+02:00، ت ع م+03:00، أوروبا/ريغا ‏             |

## منظمات دولية مشتركة
يشترك البلدان في عضوية مجموعة من المنظمات الدولية، منها:
| علم المنظمة | اسم المنظمة                               | تاريخ انضمام كينيا | تاريخ انضمام لاتفيا |
| ----------- | ----------------------------------------- | ------------------ | ------------------- |
|             | البنك الدولي للإنشاء والتعمير             | 3 فبراير 1964      | 11 أغسطس 1992       |
|             | منظمة التجارة العالمية                    | 1995               | 1999                |
|             | المركز الدولي لتسوية المنازعات الاستشارية | 2 فبراير 1967      | 7 سبتمبر 1997       |
|             | منظمة حظر الأسلحة الكيميائية              | ?                  | ?                   |
|             | الفريق المعني برصد الأرض                  | ?                  | ?                   |
|             | الأمم المتحدة                             | 16 ديسمبر 1963     | 17 سبتمبر 1991      |
|             | منظمة الشرطة الجنائية الدولية             | ?                  | ?                   |
|             | وكالة ضمان الاستثمار متعدد الأطراف        | 28 نوفمبر 1988     | 21 أغسطس 1998       |
|             | يونسكو                                    | 7 أبريل 1964       | 9 يوليو 1951        |
|             | مؤسسة التنمية الدولية                     | 3 فبراير 1964      | 11 أغسطس 1992       |
|             | مؤسسة التمويل الدولية                     | 3 فبراير 1964      | 29 سبتمبر 1993      |
|             | الاتحاد البريدي العالمي                   | ?                  | ?                   |
|             | الاتحاد الدولي للاتصالات                  | 11 أبريل 1964      | 11 ديسمبر 1921      |

## وصلات خارجية
- موقع وزارة الخارجية الكينية
- موقع وزارة الخارجية اللاتفية